# Elgin Cook
Elgin Rashad Cook (Milwaukee, 15 gennaio 1993) è un cestista statunitense.
È il figlio dell'ex cestista Alvin Robertson.

## Palmarès
- Coppa di Croazia: 1

Cedevita: 2019
- Coppa Intercontinentale: 1

Canarias: 2023